# Jaganur, Chikodi
Jaganur là một làng thuộc tehsil Chikodi, huyện Belgaum, bang Karnataka, Ấn Độ.